# Batea campi
Batea campi is een vlokreeftensoort uit de familie van de Bateidae. De wetenschappelijke naam van de soort is voor het eerst geldig gepubliceerd in 1991 door Ortiz.